# Matteo Scozzarella
Matteo Scozzarella (Trieste, 5 de junio de 1988) es un futbolista italiano que juega de centrocampista.

## Clubes
| Club                       | País   | Año       |
| -------------------------- | ------ | --------- |
| Portogruaro                | Italia | 2007-2011 |
| Atalanta B. C.             | Italia | 2011-2015 |
| S. S. Juve Stabia (cedido) | Italia | 2011-2012 |
| Ternana Calcio (cedido)    | Italia | 2013      |
| S. S. Juve Stabia (cedido) | Italia | 2013-2014 |
| Spezia Calcio (cedido)     | Italia | 2014      |
| Trapani Calcio (cedido)    | Italia | 2014-2015 |
| Trapani Calcio             | Italia | 2015-2017 |
| Parma Calcio 1913          | Italia | 2017-2021 |
| A. C. Monza                | Italia | 2021-2023 |